# Iridodialisi
L'iridodialisi è una separazione localizzata o una lacerazione dell'iride dal suo attaccamento al corpo ciliare.

## Sintomi
Le persone con piccole iridodiaglie possono essere asintomatiche e non richiedono alcun trattamento, ma coloro con irodialisi più grandi possono presentare corectopia o policicoria e sperimentare diplopia monoculare, abbagliamento o fotofobia. Le irodialisi spesso accompagnano la recessione angolare e possono causare glaucoma o ifema. Si può anche verificare ipotonia.

### Complicanze
Quelli con irodialisi traumatiche (in particolare per trauma contusivo) sono ad alto rischio di recessione angolare, che può causare glaucoma. Il glaucoma può comparire circa 100 giorni dopo l'infortunio e come tale a volte viene chiamato "glaucoma dei 100 giorni". Potrebbe essere necessario un trattamento medico o chirurgico se è presente il glaucoma. Lenti a contatto morbide e opache possono essere utilizzate per migliorare la cosmesi e ridurre la percezione della doppia visione.

## Cause
Le irodialisi sono generalmente causate da un trauma contusivo agli occhi, ma possono anche essere causate da lesioni penetranti agli occhi . Un'iridodialisi può essere una complicanza iatrogena di qualsiasi intervento chirurgico intraoculare e in passato venivano create intenzionalmente come parte dell'estrazione della cataratta intracapsulare. È stato riferito che si sono verificate iridodiaglie da boxe, esplosione degli airbag, getti d'acqua ad alta pressione, corde elastiche, tappi di bottiglia aperti sotto pressione, palloncini d'acqua, fuochi d'artificio, e vari tipi di palle.

## Trattamento
L'iridodialisi che causa un ifema associato deve essere attentamente gestita e le emorragie ricorrenti dovrebbero essere prevenute evitando rigorosamente tutte le attività sportive. La gestione in genere comporta l'osservazione e il riposo a letto. I globuli rossi possono ridurre il deflusso dell'umor acqueo, pertanto la pressione oculare deve essere mantenuta bassa somministrando acetazolamide orale (un diuretico somministrato per ridurre la pressione intraocculare). I traumi accidentali durante il sonno dovrebbero essere prevenuti rattoppando con una protezione per gli occhi durante la notte. Evitare di somministrare aspirina, eparina/warfarin e osservare quotidianamente la progressione. Un grande ifema può richiedere un attento lavaggio della camera anteriore. I sanguinamenti possono richiedere un intervento e una terapia aggiuntivi.
Successivamente, la riparazione chirurgica può essere presa in considerazione per avulsioni più grandi che causano significativa visione doppia, cosmesi o sintomi di abbagliamento. La riparazione chirurgica viene solitamente eseguita mediante sutura prolenica 10-0 che sutura la base dell'avulsione dell'iride allo sperone sclerale e alla giunzione ciliare del corpo.